# BITalino
BITalino（ビッタリーノ）は、生体信号を取得することに主眼が置かれたシングルボードコンピュータ。

## 概要
Arduinoなど他のシングルボードコンピュータとは異なり、生体信号の取得に適した仕様になっている。Bitalinoは大学のプロジェクトとしてリスボンの電気通信研究所の電気技師であるウーゴ・シルバ達によって開発され、Plux-Wireless Biosignalsに技術移転された。それまでは表面筋電図(EMG)、心電図(ECG)、皮膚電位(EDA)、脳波(EEG)のような生体信号に縁の無かった人たちでも専門的な知識が無くてもそれらを利用したアプリケーションを手軽に開発することを企図している。

## ハードウェア
サンプリング周波数は1、10、100や1000Hzに設定できる。Class II Bluetooth v2.0で10mまで届く。表面筋電図(EMG)、心電図(ECG)、皮膚電位(EDA)、脳波(EEG)、照度、加速度を計測するセンサが備えられる。

## ソフトウェア
Unity、Python、Java、Android、LabVIEW向けのAPIが用意されている。

## 用途
- 健康管理
- フィットネス
- リハビリ
- 介護ケア
- 健康維持

## 計測項目
- 表面筋電図(EMG)
- 心電図(ECG)
- 皮膚電位(EDA)
- 脳波(EEG)
- 照度
- 加速度